# Dobrovac
Dobrovac je naselje u Republici Hrvatskoj u Požeško-slavonskoj županiji, u sastavu grada Lipika.

## Zemljopis
Dobrovac se nalaze zapadno od Lipika, susjedna naselja su Jagma i Subocka na jugu, Klisa na sjeveru te Kukunjevac na zapadu.

## Stanovništvo
Prema popisu stanovništva iz 2011. godine Dobrovac je imao 358 stanovnika.
| broj stanovnika |       | 110   | 179   | 385   | 395   | 402   | 397   | 402   | 331   | 329   | 322   | 496   | 624   | 663   | 446   | 358   | 304   |
|                 | 1857. | 1869. | 1880. | 1890. | 1900. | 1910. | 1921. | 1931. | 1948. | 1953. | 1961. | 1971. | 1981. | 1991. | 2001. | 2011. | 2021. |